# تشمن رنغ (قلعة أصغر)
تشمن رنغ (بالفارسية: چمن رنگ) هي قرية تقع في إيران في ناحية لاله زار. يقدر عدد سكانها بـ 91 نسمة بحسب إحصاء 2016.